# إجلاء الأطفال في ألمانيا خلال الحرب العالمية الثانية

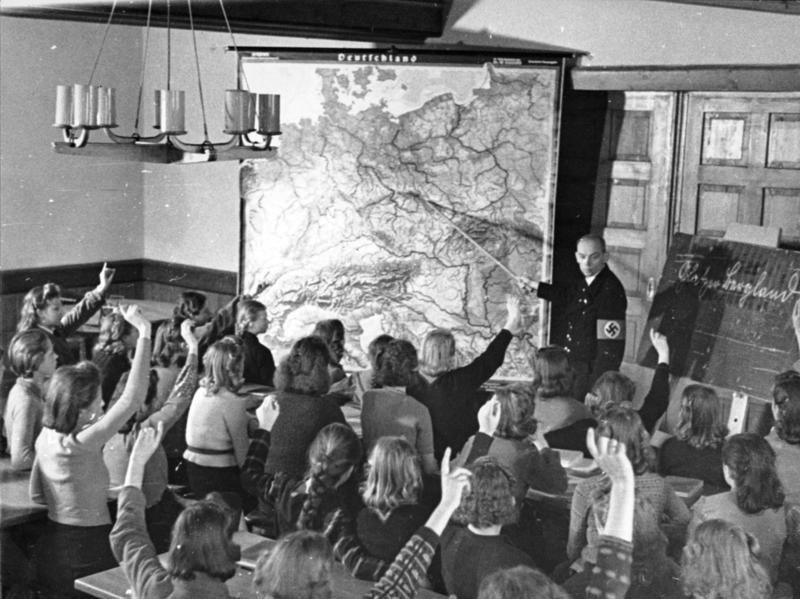
أطفال KLV من برلين في كلودزكو خلال درس الجغرافيا، أكتوبر 1940

هدف إجلاء الأطفال في ألمانيا خلال الحرب العالمية الثانية لإنقاذ الأطفال في ألمانيا النازية من المخاطر المرتبطة بالقصف الجوي للمدن، عن طريق نقلهم إلى مناطق يعتقد أنها أقل عرضة للخطر. كان المصطلح الألماني المستخدم لهذا هو Kinderlandverschickung (KLV)، وهو شكل قصير من Verschickung der Kinder auf das Land («نقل الأطفال إلى الريف»).

## خلفية
تم استخدام مصطلح Kinderlandverschickung (KLV) منذ أواخر القرن التاسع عشر من أجل Erholungsverschickung («الترحيل الترويحي») للأطفال المرضى والمحرومين لرعاية الأطفال في البلاد. من عام 1916، نسقت Reichszentrale Landaufenthalt für Stadtkinder (مكتب الرايخ المركزي لإقامة أطفال المدينة) أيام العطل لأطفال المدينة، وعادة ما تتراوح أعمارهم بين عشرة إلى أربعة عشر عامًا لمدة تصل إلى ثلاثة أسابيع. تم إرسال حوالي 488000 طفل في عام 1923 و650000 في عام 1934. من مايو 1933، تم نقل المسؤولية عن الخطة إلى رعاية الشعب الاشتراكية الوطنية (NSV).

## الإخلاء من الغارات الجوية

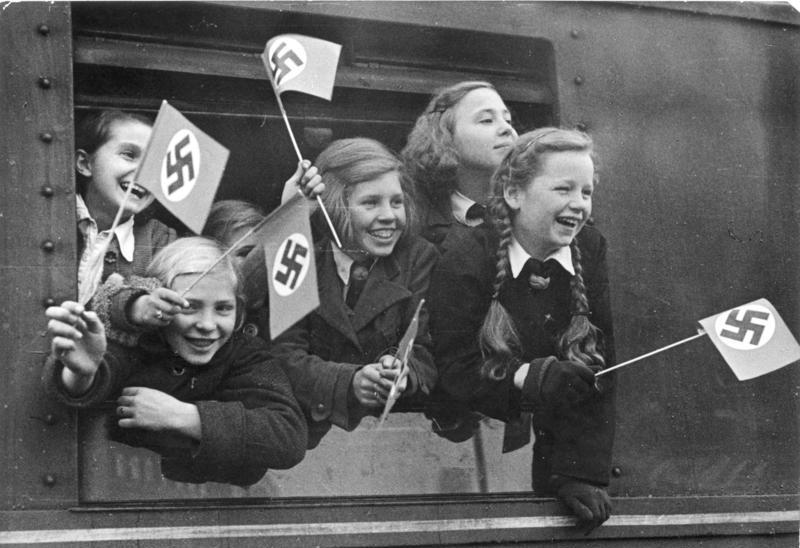
أطفال KLV يأخذون "إجازة خاصة" من برلين.

عند اندلاع الحرب العالمية الثانية، لم يكن هناك إجلاء واسع النطاق للمدنيين في ألمانيا كما كان في بريطانيا. من أوائل عام 1940، تم تمديد KLV للأطفال دون سن 10 ولكن المشاركة كانت طوعية. تدخل أدولف هتلر شخصيًا في أعقاب قصف سلاح الجو الملكي في برلين في 24 سبتمبر 1940، وأمر بإجلاء الأطفال من المناطق المعرضة لخطر القصف. في 27 سبتمبر من ذلك العام، كتب مارتن بورمان في مذكرة سرية: 
 نظمت رعاية الشعب الاشتراكي القومي نقل الأمهات اللائي لديهن أطفال حتى عمر 3 سنوات (زادت فيما بعد إلى 6 سنوات)، مع أو بدون أشقاء أكبر سنًا، وبعض النساء الحوامل لاستضافة الأسر في مناطق أكثر أمانًا. تم نقل ما يقدر بنحو 202000 من الأمهات و347000 طفل بواسطة قطارات خاصة حتى منتصف عام 1942.
كما نظمت رعاية الشعب الاشتراكي القومي نقل الأطفال الأصغر سنًا الذين تتراوح أعمارهم بين 3 إلى 10 سنوات لعائلات مضيفة وترتيبات النقل للأطفال من جميع الأعمار للبقاء مع أقاربهم في مناطق أكثر أمانًا. مسؤولية نقل الأطفال الذين تتراوح أعمارهم بين 10 و14 عامًا كانت مسؤولية شباب هتلر. قام Reichsdienststelle KLV (مكتب Reich KLV) بتوفير التنسيق الشامل.
تم تجنب المصطلح Evakuierung ("الإخلاء") وتم استخدام مصطلحات Unterbringungsaktion ("الإجراء السكني") و Erweiterter ("Extended") KLV بدلاً من ذلك. غير أن قوات الأمن الخاصة أفادت أن الجمهور يستخدم مصطلحات مثل "إخلاء المدن
المهددة بالخطر" و"الإخلاء القسري المقنع".
تم تمديد KLV ليشمل إيسن وكولونيا ودوسلدورف ومناطق شليسفيغ هولشتاين وساكسونيا السفلى وويستفاليا. بحلول بداية عام 1941، تم إرسال 382,1616 طفلاً وشابًا، من بينهم 180,000 من برلين وهامبورغ، إلى مناطق أكثر أمانًا في بافاريا وساكسونيا وبروسيا بواسطة 1631 قطارًا خاصًا و 58 قاربًا. تم إرسال حوالي نصفها إلى العائلات المضيفة ونحو 2000 إلى معسكرات KLV. بلغت عمليات النقل ذروتها في يوليو 1941 حيث تم نقل 171,079 في ذلك الشهر. بحلول أبريل 1942، تم إجلاء حوالي 850,000 شخص.
من عام 1941، تم توسيع قائمة المناطق الأكثر أمانًا لتشمل أجزاء من النمسا وبوميرانيا وسيليزيا وسوديتنلاند وريخساو وارثلاند. تم إرسال بعض الأطفال من «الموقف السليم والأداء» إلى المجر وتشيكوسلوفاكيا والدنمارك «لتصدير السمعة الألمانية في الخارج».
كانت القيادة الألمانية تتوقع انتصارًا سريعًا، ولم يكن من المتوقع في البداية أن يبتعد الأطفال لأكثر من بضعة أسابيع. بدأ الأطفال في العودة إلى والديهم بعد ستة أشهر. في منتصف عام 1941، تم إخبار أولياء الأمور بأن الأطفال سوف يرحلون لمدة ستة إلى تسعة أشهر وأن الإعادة المبكرة إلى الوطن محظورة. تم تمديد هذا ما لم يعترض الآباء صراحة.
إجمالي عدد عمليات الإخلاء غير معروف لأن وثائق Reichsdienststelle KLV قد تم تدميرها في نهاية الحرب، لكن أوتو فورشنجر، مسؤول كبير في شباب هتلر، كتب أنه بحلول عام 1943، كانت العملية الإجمالية تضم حوالي 3 ملايين طفل وشاب، بما في ذلك مليون في معسكرات KLV.   تشير تقديرات ما بعد الحرب في كثير من الأحيان إلى إجمالي 2.8 مليون عملية إجلاء،   على الرغم من أن أحد التقديرات يضع الرقم يصل إلى 5 ملايين.

## التنظيم
المسؤولية النهائية كانت على عاتق Reichsdienststelle KLV، تحت إشراف رايخس يوجند فورر. قام بالدور فون شيراخ بتعيين Stabsführer هلموت موكيل، نائبه وعضو في مجلس النواب الألماني، للإشراف على العملية اليومية. كما كان الحال مع الهيكل التنظيمي متعدد المؤسسات للمؤسسات الاشتراكية القومية، كان هناك تداخل كبير في المسؤولية مع NSV ووزارة العلوم والتربية والثقافة في الرايخ والرابطة الوطنية للمعلمين الاشتراكيين.

## اختيار المشاركين
في البداية، تم قبول أطفال «الدم الألماني» بشرط ألا يكونوا يعانون من الأمراض المعدية. تم رفض الأطفال الذين يعانون من الصرع وسلس البول المزمن في وقت لاحق، وكذلك «الشباب المعادي للمجتمع». تم استبعاد الأطفال المشمولين بقوانين نورمبرغ. في البداية تم استبعاد الأطفال من أصل «آري» ويهودي معا من الدرجة الثانية (الأطفال ذو الجد اليهودي)، ولكن تم تخفيف هذا في نوفمبر 1943.

## الإقامة

### العائلات المضيفة
تم إيواء معظم الأمهات مع أطفال صغار مع أسر مضيفة. تلقت الأسرة المضيفة بعض أيام العطل الرسمية بالإضافة إلى زيادة حصص الغذاء. تم تقديم تعويض مالي من عام 1943.
كان الأطفال الذين تتراوح أعمارهم بين 6 و10 سنوات يقيمون عادة مع أسر حاضنة. تم التخطيط للنقل الأولي لمدة ستة أشهر ولكن تم تمديده عادة عدة مرات. تم تزويد العائلة المضيفة ببطاقة حصص إضافية وبدل يبلغ 2 مارك ألماني في اليوم. التحق الأطفال ذوو الأسر الحاضنة بالمدارس المحلية.
كما تم إرسال الأطفال إلى الأسر المضيفة الألمانية أو الموالية لألمانيا في الدنمارك ولاتفيا وكرواتيا والمجر وبلغاريا وسلوفاكيا وبولندا.

### أقارب
تم إرسال عدد كبير من الأطفال للبقاء مع أقاربهم في مناطق أكثر أمانًا. تم إجراء هذه الترتيبات بشكل خاص ولكن رتبت NSV للنقل بواسطة قطارات خاصة. أصبحت الإقامة مع الأقارب أكثر شعبية في وقت لاحق من الحرب، خاصة مع أولئك الذين رفضوا أيديولوجية معسكرات KLV أو الذين رفضوا إخلاء الدولة من حيث المبدأ.

### معسكرات KLV

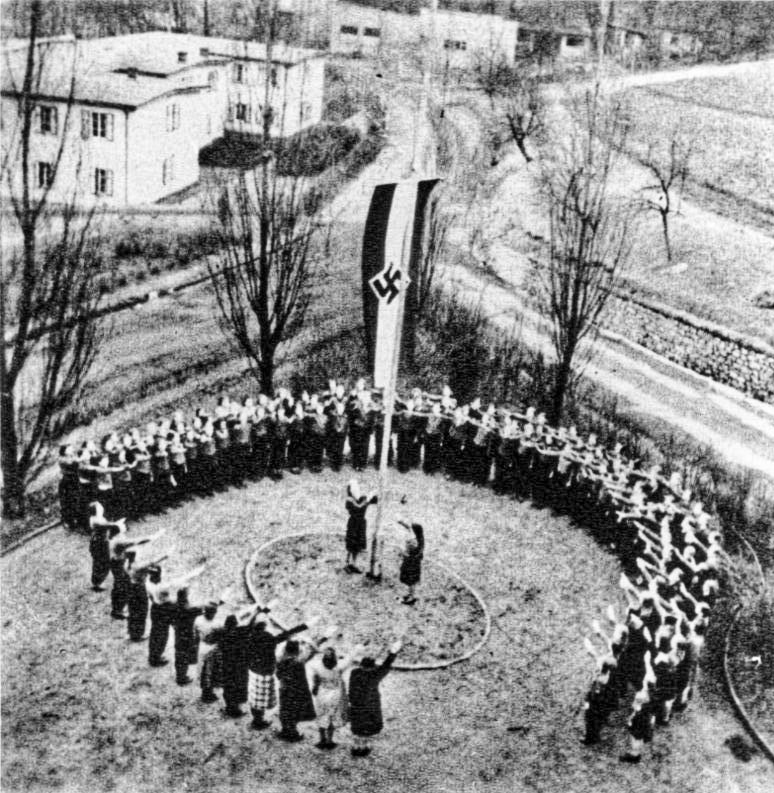
رفع العلم في معسكر KLV

تم إنشاء حوالي 9000  معسكر KLV في جميع أنحاء المناطق الأكثر أمانًا في الرايخ، بما في ذلك النمسا والسوديت وReichsgau Wartheland وبوهيميا ومورافيا. يتراوح بين 18 طفلاً و1200 طفل.  أقيمت المخيمات في الفنادق وبيوت الشباب والأديرة والمدارس النائية وفي بعض الحالات تم تحويل المستودعات. تم تجميع الأطفال حسب الجنس والعمر مع كل مجموعة وضعت تحت إشراف المعلم. وكان مدير المخيم أيضا المعلم. بالنسبة للأنشطة الترفيهية، تم تقسيم الأطفال إلى مجموعات تصل إلى 45 شخصًا تحت إشراف قائد شباب هتلر.
تم تنظيم الروتين اليومي بشكل صارم من قبل Reichsdienststelle KLV الذي نشر دليلًا من 61 صفحة. كان يقوم على نفس النظام والانضباط والطاعة مثل التدريب العسكري واستخدمت المصطلحات العسكرية  وكان على الأطفال ارتداء زي KLV. تم إيقاظ الأطفال في الساعة 06:30 وبعد ذلك يغسلون وينظفون مهاجعهم ويبلغون عن أي مشاكل صحية. كان الإفطار بعد حفل رفع العلم في الساعة 07:30. تم توفير التعليم الأكاديمي من الساعة 8:00 إلى الساعة 12:00. كانت هناك فترة راحة لمدة ساعة واحدة بعد الغداء، تليها أنشطة شباب هتلر، وتعلم المهارات العملية في الهواء الطلق، والألعاب في الهواء الطلق، والرياضة والترفيه المسائي مثل الموسيقى ورسائل الأخبار. كان الأطفال عادة في السرير في الساعة 21:00. سمحت عبادة يوم الأحد، لكن المعسكرات كانت غير دينية رسميًا وتم توجيهها في فبراير 1941 بمراقبة «الدعاية المضادة الدينية». بعض أطفال KLV السابقين يبلغون عن روتين يومي مختلف قليلاً. كما تلقى الأولاد الأكبر سناً تدريبات قبل الحرب مثل المسيرة وإطلاق النار.
في أكتوبر 1940، أقنع جوزيف بيرغر هتلر أن أحد معسكرات KLV في كل منطقة HJ يجب أن يكون للاستخدام الحصري لقوات الأمن الخاصة. بحلول عام 1942 كانت قوات الأمن الخاصة تدير 42 من المخيمات. هذا يتطلب حوالي 500 من موظفي قوات الأمن الخاصة، بما في ذلك 135 من ضباط الصف من ذوي الخبرة القتالية المعينة كمدربين. ذهب حوالي 90,000 شاب عبر المعسكرات، ولكن بسبب نظام حصص التجنيد، اضطر معظمهم للانضمام إلى الجيش عندما وصلوا إلى السن المطلوب. لكن في أحد المعسكرات القريبة من لينز، التحق نصف الأولاد بالقوات الخاصة. خلال عام 1942، انخفض عدد المعسكرات التي تديرها قوات الأمن الخاصة بشكل كبير بسبب متطلبات قوات الأمن الخاصة للأفراد الجاهزين للقتال. ومع ذلك، في أواخر عام 1942، أقنع هلموت موكيل وبيرغر هتلر وهاينريش هيملر بضرورة استخدام المعسكرات الخاصة خصيصًا للتدريب قبل الحرب. بحلول منتصف عام 1943، تم تشغيل ثلاثة معسكرات KLV في ألمانيا وأربعة في البلدان المحتلة بشكل خاص لتدريب الشباب الألمان على استعداد للانضمام إلى فافن إس إس.
في آب / أغسطس 1944، اقترح موكيل أن يتم تدريب 100,000 طفل في معسكرات KLV على «فرق الدفاع عن النفس» لمحاربة رجال العصابات حول المخيمات. تم تشكيل فتيان من بعض معسكرات KLV في وحدات غير نظامية لـ HJ وتم إصدارها بأسلحة صغيرة لحراسة العمال الميدانيين ضد الثوار. لم تتحقق الفكرة أبدًا وكان فتيان KLV الذين تتراوح أعمارهم بين 15 و17 عامًا من بين 300000 عضو في HJ محجوزين على أنهم الموجة الثالثة من فولكسشتورم. ومع ذلك تم تدريب 400 فتى ليكونوا جزءا من عملية فيرفولف.
كتب جوست هيرماند، لاحقًا أستاذ الأدب الألماني الحديث والتاريخ الثقافي الألماني، عن التدريبات شبه العسكرية، والتدريبات المستمرة، والتلقين الوحشي الدائم.  وصفه الويس بابرت بأنه «اغتصاب سياسي، نوع من غسل الأدمغة». إلا أن بعض الأطفال الذين يعيشون في معسكرات KLV أفادوا عن تلقين سياسي قليل وتذكروا أن الوقت مبتهج ومهم، على الرغم من الحنين إلى الوطن.

## مقاومة الإخلاء
على الرغم من نقل أطفال KLV إلى أماكن امنة نسبيا، بحلول عام 1943، أصبحت KLV لا تحظى بشعبية متزايدة من أولياء الأمور الذين توقعوا (بشكل صحيح) سنوات من الانفصال وشعروا بأن الأطفال سيصبحون معزولين. بعد الغارات الجوية المدمرة على هامبورغ في أكتوبر 1943، وجدت الشرطة الأمنية الألمانية أنه من بين 70,000 طفل في سن المدرسة الحاضرين، وافق 1400 فقط على KLV.
كما كانت هناك معارضة دينية لـ KLV، ولا سيما من كليمنس أوغست غراف فون جالين، أسقف مونستر، الذي كتب في رسالة أن الأطفال ظلوا في المخيمات دون أي رعاية كنسية ودينية.

## العودة إلى الوطن
كانت الإعادة إلى الوطن قرب نهاية الحرب متسرعة في كثير من الأحيان، وتم ترتيبها في مهلة قصيرة في مواجهة تقدم جيوش الحلفاء، أو في بعض الحالات تعذر الإعادة إلى الوطن بسبب القتال. في كثير من الحالات، تم توفير القطارات، ولكن في بعض الحالات تم توجيه أوامر للأطفال بالسير إلى مخيمات أخرى. تم إغلاق بعض المعسكرات وأخفى الأطفال بواسطة المزارعين المحليين، وفي حالات قليلة هرب الأطفال واتجهوا إلى منازلهم. تم إعادة حوالي 4000 طفل من قبل جيوش الحلفاء في النصف الثاني من عام 1945 مع الباقي في ربيع عام 1946.

## الفعالية
يعتبر العديد من المؤرخين أن KLV إيجابي إلى حد كبير، حيث ينقذ العديد من الأطفال من الغارات الجوية ويزودهم بسلامة نسبية وطعام جيد وتعليم في الأوقات الصعبة، مما يؤدي إلى أن تكون تجاربهم المؤلمة أقل عبءًا من أولئك الذين بقوا في المدن أثناء القصف العنيف.   